# Crayon Shin-chan: Saikyō Kazoku Kasukabe King Wii
Pour la série de manga, voir Shin-chan.
Crayon Shin-chan: Saikyō Kazoku Kasukabe King Wii (クレヨンしんちゃん 最強家族カスカベキング うぃ〜, Kureyon Shin-chan Saikyō Kazoku Kasukabe King Uī) est un jeu vidéo d'action développé et publié sur console Wii, basé sur la série du manga et de l'anime Crayon Shin-chan. Le jeu a été lancé en avril 2008 en Espagne sous le titre de "Shin Chan: ¡Las Nuevas Aventuras para Wii!" (Shin Chan: Les Nouvelles Aventures sur Wii).
Ce jeu n'est uniquement sorti sur Wii qu'au Japon et en Espagne. Ce jeu un ensemble de mini-jeux ancrés dans l'univers de Crayon Shin-chan. Jouable à plusieurs (selon le principe du party game), le jeu propose différents modes de jeu. Seuls 4 personnages sont jouables au début du jeu.